# Olympische Sommerspiele 1960/Teilnehmer (Vereinigte Staaten)
| Gelbes Symbol für Goldmedaillen mit stilisierten Olympischen Ringen | Graues Symbol für Silbermedaillen mit stilisierten Olympischen Ringen | Braundes Symbol für Bronzemedaillen mit stilisierten Olympischen Ringen |
| ------------------------------------------------------------------- | --------------------------------------------------------------------- | ----------------------------------------------------------------------- |
| 34                                                                  | 21                                                                    | 16                                                                      |

Die Vereinigten Staaten nahmen an den Olympischen Sommerspielen 1960 im italienischen Rom mit einer Delegation von 292 Athleten, 241 Männer und 51 Frauen, teil.

## Teilnehmer nach Sportarten

### Basketball
| Männer - Basketballnationalmannschaft der Vereinigten Staaten: - Jerry West - Adrian Smith - Oscar Robertson - Jerry Lucas - Les Lane - Allen Kelley - Darrall Imhoff - Burdette Haldorson - Terry Dischinger - Bob Boozer - Walt Bellamy - Jay Arnette |

### Boxen
| Männer - Nick Spanakos - Percy Price, Jr. - Harry Campbell - Humberto Barrera - Phil Baldwin - Jerry Armstrong - Quincey Daniels - Wilbert McClure - Edward Crook - Muhammad Ali |

### Fechten
| Männer - George Worth - Roland Wommack - Ralph Spinella - Joseph Paletta - Tibor Nyilas - Alfonso Morales - David Micahnik - James Margolis - Allan Kwartler - Henry Kolowrat - Hal Goldsmith - Gene Glazer - Dick Dyer - Michael D’Asaro - Daniel Bukantz - Albert Axelrod | Frauen - Janice Romary - Evelyn Terhune - Maxine Mitchell - Harriet King - Judy Goodrich |

### Gewichtheben
| Männer - John Pulskamp - Norb Schemansky - Thomas Kono - James George - James Bradford - Isaac Berger - Charles Vinci |

### Kanu
| Männer - John Wolters - Ken Wilson - John Pagkos - Robert O’Brien - Richard Moran - Charles Lundmark - Frank Havens - Chick Dermond - Arnold Demos - Paul Beachem | Frauen - Glorianne Perrier - Diane Jerome - Mary Ann DuChai |

### Leichtathletik
| Männer - Ronald Zinn - George Young - Anthony Watson - Max Truex - Herman Stokes - Bob Soth - Jerry Siebert - Bill Sharpe - Ray Norton - Tom Murphy - Phil Mulkey - Bob Mimm - Gordon McKenzie - Bruce MacDonald - Ron Laird - John J. Kelley - Deacon Jones - Stone Johnson - Rudy Haluza - Albert Hall - Jim Grelle - Joe Faust - Dave Edstrom - Charles Dumas - Bill Dellinger - Ira Davis - Ernie Cunliffe - Hal Connolly - Phil Coleman - Pete Close - Dave Clark - Al Cantello - Dyrol Burleson - Frank Budd - Alex Breckenridge - Terry Beucher - Jim Beatty - Ed Bagdonas - Bill Alley - John William Allen - John Thomas - Dallas Long - Hayes Jones - Dick Howard - Dick Cochran - Dave Sime - Bo Roberson - Parry O’Brien - Ron Morris - Willie May - Clifton Cushman - Lester Carney - Rink Babka - Earl Young - Jack Yerman - Al Oerter - Bill Nieder - Rafer Johnson - Lee Calhoun - Don Bragg - Ralph Boston - Otis Davis - Glenn Davis | Frauen - Willye White - Jo Ann Terry - Annie Smith - Neomia Rogers - Irene Robertson - Ernestine Pollards - Pam Kurrell - Jean Gaertner - Olga Connolly - Pat Daniels - Shirley Crowder - Barbara Brown - Karen Anderson-Oldham - Earlene Brown - Lucinda Williams - Barbara Jones - Martha Hudson - Wilma Rudolph |

### Moderner Fünfkampf
| Männer - George Lambert - Jack Daniels - Robert Beck |

### Radsport
| Männer - Lars Zebroski - Bob Tetzlaff - Jack Simes - David Sharp - James Rossi - Robert Pfarr - Michael Hiltner - Charles Hewett - Jack Hartman - Bill Freund - Herb Francis - Richard Cortright - Wes Chowen |

### Reiten
| Männer - Hugh Wiley - Walter Staley - J. Michael Plumb - Michael Page - David Lurie - William Steinkraus - George H. Morris - Frank Chapot | Frauen - Jessica Newberry-Ransehousen - Patricia Galvin de la Tour d’Auvergne |

### Ringen
| Männer - John Richard Wilson - Gray Simons - Ben Northrup - Dale Lewis - Larry Lauchle - Bill Kerslake - Louis Giani - Howard George - Fritz Fivian - Ed DeWitt - Russell Camilleri - Dan Brand - Lee Dale Allen - Shelby Wilson - Terry McCann - Doug Blubaugh |

### Rudern
| Männer - Mike Yonker - Howard Winfree - Robert Bruce Wilson - Gayle Thompson - Skip Sweetser - Monte Stocker - Kurt Seiffert - Roy Rubin - Robert Rogers - Lyman Perry - Harry Lambert Parker - Mark Moore - William Camielle Long - Bill Knecht - John B. Kelly junior - Ted Frost - Peter George Bos - Joe Baldwin - Chuck Alm - Kent Mitchell - Conn Findlay - Dick Draeger - Richard Wailes - John Sayre - Ted Nash - Arthur Ayrault |

### Schießen
| Männer - Arnold Riegger - Daniel Puckel - Laurence Mosely - Nelson Lincoln - John Hurst - John Foster - James Clark - James Hill - Bill McMillan |

### Schwimmsport

#### Schwimmen
| Männer - Alan Somers - Gene Lenz - Bruce Hunter - George Breen - Frank Winters - William Mulliken - George Harrison - Paul Hait - Bill Darnton - Dick Blick - Dave Gillanders - Robert Earl Bennett - Frank McKinney - Lance Larson - Michael Troy - Jeff Farrell - Stephen Clark | Frauen - Carolyn House - Nina Harmer - Anne Warner - Shirley Stobs - Sylvia Ruuska - Patricia Kempner - Susan Doerr - Donna de Varona - Molly Botkin - Carolyn Wood - Joan Spillane - Carolyn Schuler - Lynn Burke - Chris von Saltza |

#### Wasserspringen
| Männer - Sam Hall - Bob Webster - Gary Tobian | Frauen - Patsy Willard - Juno Stover-Irwin - Paula Jean Myers-Pope |

#### Wasserball
| Männer - Wasserballnationalmannschaft - Wally Wolf - Ron Volmer - Fred Tisue - Ronald Severa - Chick McIlroy - Robert Horn - Gordie Hall - Ron Crawford - Marvin Burns - Chuck Bittick |

### Segeln
| Männer - Robert Morford Wood - Gene Walet, III - Harry Sindle - Allen McClure - Claude Kohler - Peter Barrett - William Parks - Robert Halperin - David Smith - George O’Day - James Hunt |

### Turnen
| Männer - Don Tonry - Fred Orlofsky - Gar O’Quinn - Abie Grossfeld - Jack Beckner - Larry Banner | Frauen - Gail Sontgerath - Sharon Richardson - Teri Montefusco - Betty Jean Maycock - Doris Gudrun Fuchs - Muriel Grossfeld |